# Berberis coriaria
Berberis coriaria är en berberisväxtart som beskrevs av John Forbes Royle och John Lindley. Berberis coriaria ingår i släktet berberisar, och familjen berberisväxter. Utöver nominatformen finns också underarten B. c. patula.